# Abu al-Faradż al-Isfahani
Abu al-Faradż al-Isfahani (897 w Isfahanie – 967 w Bagdadzie) – arabski historyk, poeta, antologista.
Urodził się w Persji, lecz miał arabskie pochodzenie. Studia podjął w Bagdadzie, tam również spędził większą część swojego życia będąc pod opieką członków dynastii Bujjidów. Przez pewien okres przebywał również na dworze Sajf ad-Dauli z dynastii Hamdanidów w Aleppo.
Zgodnie z jego własnym świadectwem do jego nauczycieli lub akademickich kolegów należeli m.in. At-Tabari, Ibn Durajd i As-Suli.
Największym jego dziełem pisanym przez niego przez 55 lat było obszerna encyklopedyczna Księga pieśni (Kitab al-Aghani). Zgromadzone w antologii teksty zostały podzielone na sto "melodii" (rozdziałów), zawierających informacje biograficzne o danym autorze oraz obszerne cytaty z jego twórczości. W dziele tym zawarte zostały materiały literackie, dokumentujące rozwój literatury arabskiej od okresu przedislamskiego do X wieku. W druku tekst ten liczy ok. 20 tomów objętości.
Inne dzieła wydane przez Abu al-Faradż al-Isfahaniego to:
- biografie potomków Abu Taliba – wuja proroka Muhammada oraz ojca Ali ibn Abi Taliba
- wydał poezje Abu Tammama, Abu Nuwasa.